# الأشمونين

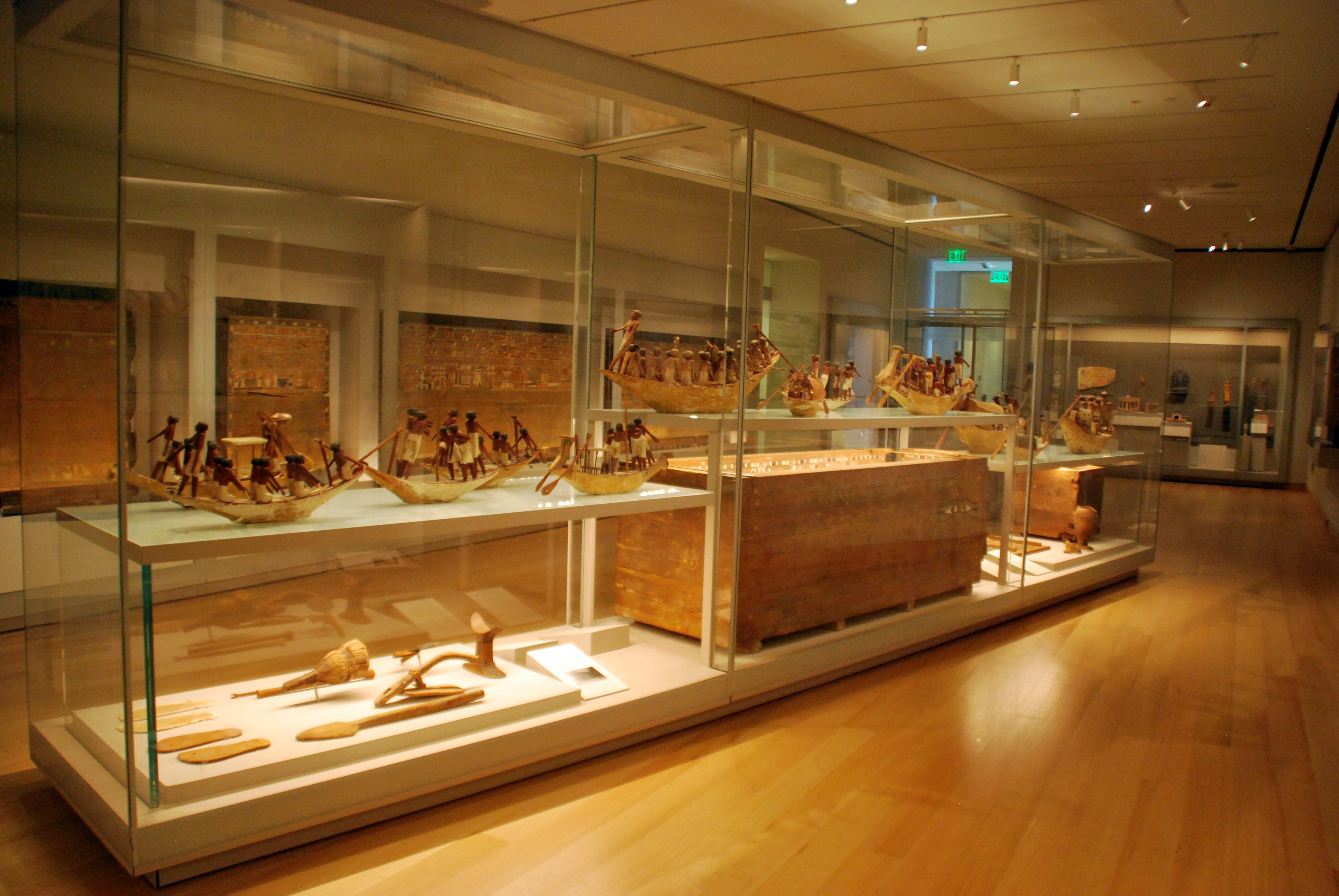
من آثار مقبرة "تحوت ناخت" ، أحد أمراء منطقة الأشمونين من الدولة الوسطى.

قرية الأشمونين هي إحدى القرى التابعة لمركز ملوى بمحافظة المنيا في جمهورية مصر العربية. حسب إحصاءات سنة 2006، بلغ إجمالي السكان في الأشمونين 12650 نسمة، منهم 6137 رجلا و 6513 امرأة.
وهي تجاور أطلال مدينة «خمون» الفرعونية (والتي سماها الإغريق: هيرموبوليس (بالإغريقية: Ἑρμοῦ πόλις)‏ أي مدينة هرمس، وسموها أيضا هيرموبوليس ماجنا (بالإغريقية: Ἑρμοῦ πόλις μεγάλη)‏)، (بالقبطية: Ϣⲙⲟⲩⲛ)‏. والأشمونين ذات تاريخ قديم حيث كانت مزدهرة على طول التاريخ الفرعوني والعصر اليوناني الروماني، وما زال بها بعض الآثار الفرعونية واليونانية.
تقع تل العمارنة والتي كانت في الماضي العاصمة الجديدة التي بناها إخناتون وتسمى أخيتاتون على الضفة الغربية تقريبا لمدينة الأشمونين.
عثر في الأشمونين على مقبرة «أمير المقاطعة» في عهد الفراعنة واسمه تحوت حتب، وهي مقبرة من أجمل مقابر قدماء المصريين.

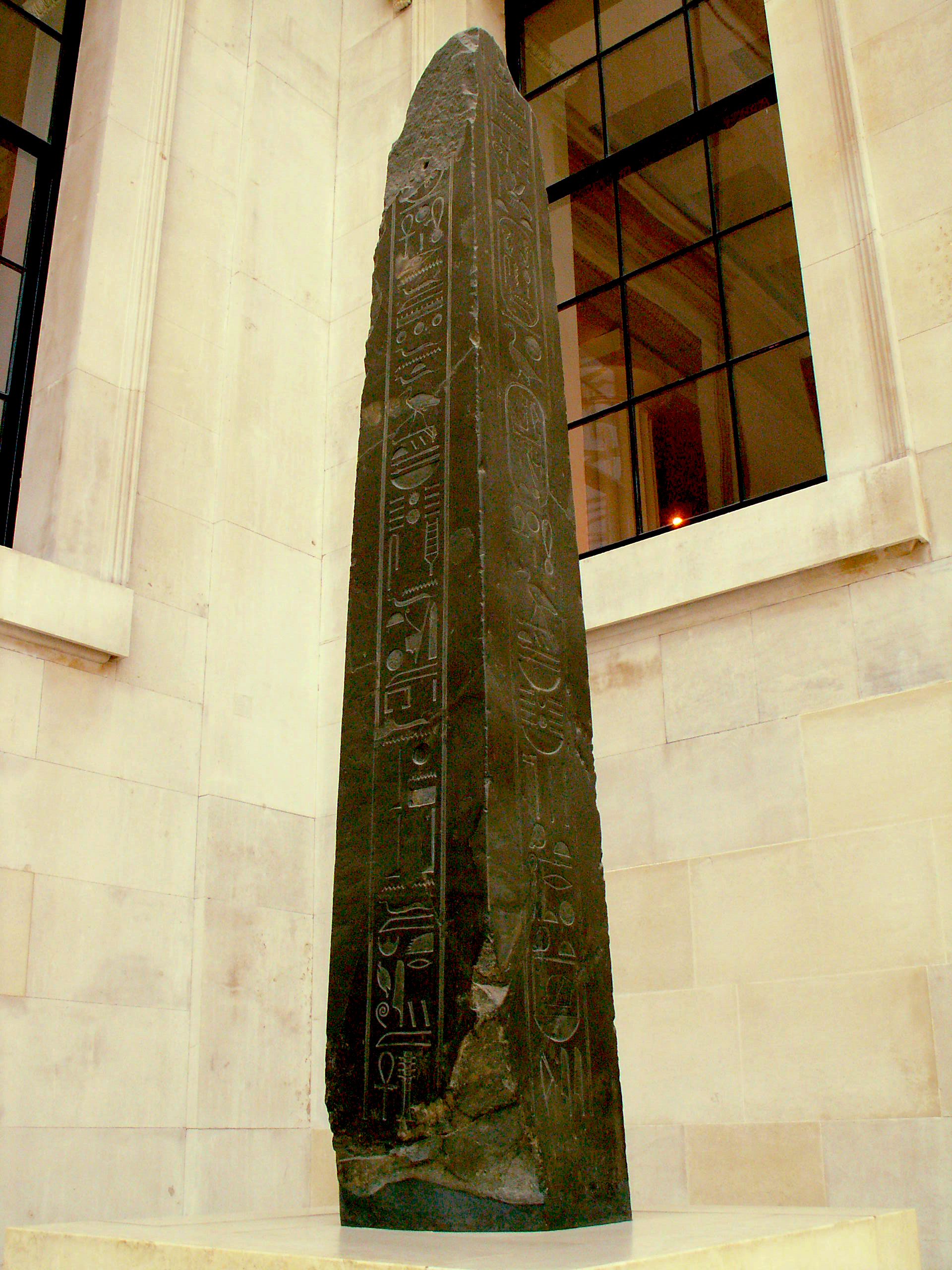
مسلة الملك نكتانيبو الثاني ،موجودة حاليا أمام المتحف البريطاني